# فرودگاه لک دو بانیت
فرودگاه لک دو بانیت  (به انگلیسی: Lac du Bonnet Airport) یک فرودگاه همگانی است که یک باند فرود آسفالت دارد و طول باند آن ۱٬۱۰۰ متر است. این فرودگاه در کشور کانادا قرار دارد و در ارتفاع ۲۵۹ متری از سطح دریا واقع شده است.